# Colonelul Chabert (film din 1994)
Colonelul Chabert (în franceză Le Colonel Chabert) este un film dramatic cu subiect istoric francez din 1994, regizat de Yves Angelo și cu Gérard Depardieu, Fanny Ardant și Fabrice Luchini în rolurile principale. El este inspirat din nuvela Le Colonel Chabert a lui Honoré de Balzac. O altă adaptare cinematografică a romanului cu Raimu în rol principal fusese lansată cu 50 de ani mai devreme, în timpul ocupației germane a Franței.

## Distribuție
- Gérard Depardieu — Amédé Chabert
- Fabrice Luchini — avocatul Derville
- Fanny Ardant — contesa Ferraud
- André Dussollier — contele Ferraud
- Daniel Prévost — Boucard
- Olivier Saladin — Huré
- Maxime Leroux — Godeschal
- Éric Elmosnino — Maître Desroches
- Guillaume Romain — Simonin
- Patrick Bordier — Boutin
- Claude Rich — Chamblin
- Jean Cosmos — Costaz
- Jacky Nercessian — Delbecq
- Albert Delpy — Maître Roguin
- Romane Bohringer — Sophie
- Valérie Bettencourt — Julie
- Julie Depardieu — o servitoare

## Echipa de producție
- Regie: Yves Angelo, asistat de Frédéric Blum
- Scenariu: Yves Angelo, Jean Cosmos și Véronique Lagrange, după nuvela lui Honoré de Balzac
- Producție: Jean-Louis Livi și Bernard Marescot
- Muzică: Régis Pasquier
- Imagine: Bernard Lutic
- Montaj: Thierry Derocles
- Decoruri: Bernard Vézat (anumite scene interioare filmate la Château de Bizy din Vernon, Eure)
- Costume: Franca Squarciapino

## Premii și nominalizări
- Festivalul de Film de la Cairo (Egipt)
  - Câștigat : Piramida de Aur (Yves Angelo)
- Premiile César (Franța)
  - Nominalizat: Cel mai bun actor – rol principal (Gérard Depardieu)
  - Nominalizat: Cel mai bun actor – rol secundar (Fabrice Luchini)
  - Nominalizat: Cea mai bună imagine (Bernard Lutic)
  - Nominalizat: Cele mai bune costume (Franca Squarciapino)
  - Nominalizat: Cea mai bună operă de debut (Yves Angelo)
  - Nominalizat: Cele mai bune decoruri (Bernard Vézat)